# Список графов Форкалькье
Графы Форкалькье (фр. Comtes de Forcalquier) — правители средневекого прованского графства Форкалькье.

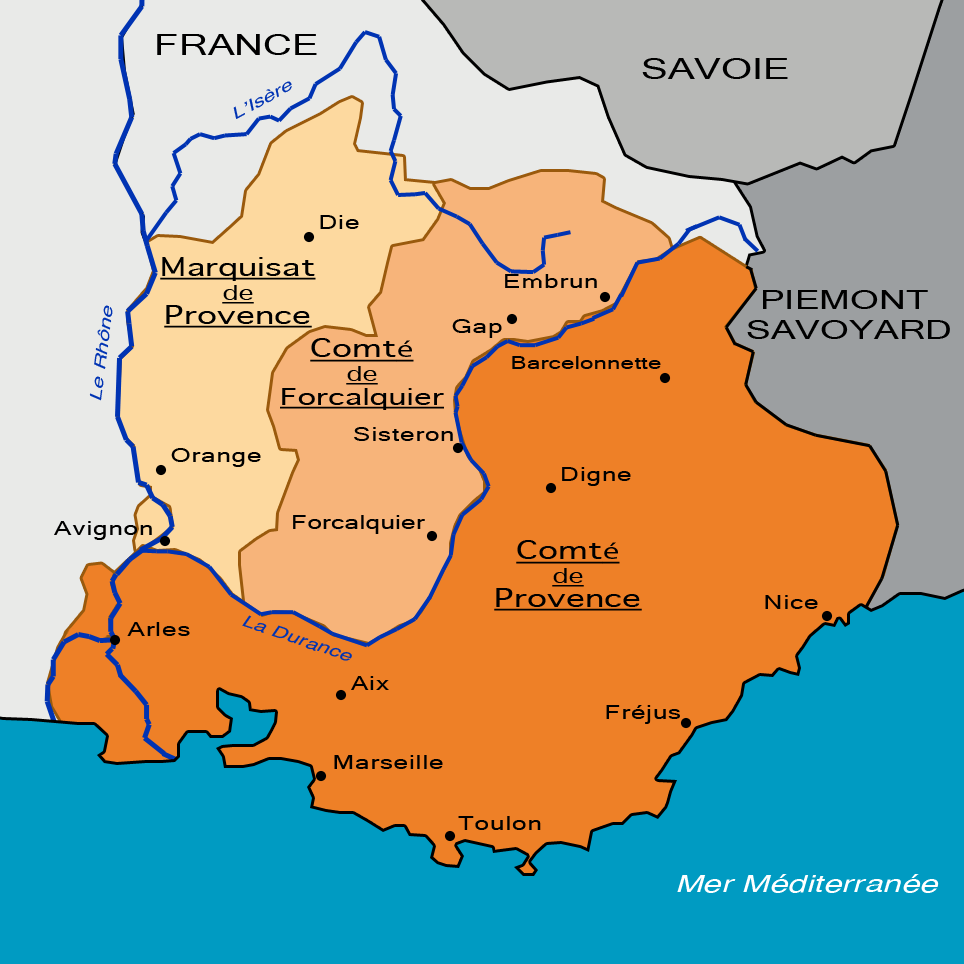
Графство Форкалькье на карте Прованса 1125 г.

Впервые название Форкалькье упоминается в акте датированном 1044 годом, в котором указывается, что граф Прованса Фульк Бертран является владельцем замка Форкалькье. В более поздние времена этот замок стал центром графства Форкалькье, которым владели потомки Фулька Бертрана, а сам Фульк Бертран считается первым графом Форкалькье.

## Прованский дом
- 1019—1051 : Фульк Бертран (ум. 1051), граф Прованса, сын Гильома II, графа Прованса

жена: Хильдегарда
- 1051—1063/1067 : Гильом V Бертран, граф Прованса, старший сын предыдущего

1-я жена:  Тереза Арагонская
2-я жена:  Аделаида де Кавене
- 1051—1065 : Жоффруа II, граф Прованса, младший сын Фулька Бертрана

жена:  Ирменгарда
- 1063/1067—1129 : Аделаида (ум. 1129), дочь Гильома V Бертрана и Аделаиды де Кавене. Она впервые стала себя называть титулом «графиня Форкалькье»

муж: Эрменгол IV эль де Герп (ум. 1092), граф Урхеля

## Урхельский дом
- 1129—1129 : Гильом III (ум. 1129), сын предыдущего

жена: Герсенда д'Альбон, дочь  Гуго III д'Альбона, дофина Вьенна
- 1129—1149 : Гиг, сын предыдущего

- 1129—1144 : Бертран I, брат предыдущего

жена: Жоссеранда де Флотт
- 1144—1207 : Бертран II (ум. 1207), сын предыдущего

жена: Сесилия де Безье
- 1144—1209 :  Гильом IV (ум. 1209), брат предыдущего

жена: Аделаида де Безье

## Дом де Сабран
- 1209—1222 : Гарсенда де Сабран (1180—1242), дочь Ренье I де Сабран (ум. 1224), сеньора де Кайла и Герсенды Урхельской, дочери Гильома IV

муж: Альфонс II Беренгер, граф Прованса
Их сын Раймунд Беренгер IV окончательно включил графство Форкалькье в состав графства Прованс.